# Gostilj (Czarnogóra)
Gostilj (cyr. Гостиљ) – wieś w Czarnogórze, w gminie Podgorica. W 2011 roku liczyła 163 mieszkańców.